# Carlo Galeffi
Carlo Galeffi (ur. 4 czerwca 1882 w Malamocco koło Wenecji, zm. 22 września 1961 w Rzymie) – włoski śpiewak operowy, baryton.

## Życiorys
Studiował w Paryżu u Giovanniego Sbrigli i w Rzymie u Antonio Cotogniego. Debiutował na scenie w 1904 roku w Rzymie jako lord Ashton w Łucji z Lammermooru. W 1910 roku pierwszy i jedyny raz wystąpił w nowojorskiej Metropolitan Opera, kreując rolę Germonta w Traviacie u boku wcielającej się w rolę Violetty Nellie Melby. W 1911 roku wystąpił w Buenos Aires w premierze Isabeau Pietro Mascagniego. W 1913 roku debiutował w tytułowej roli w Nabucco na deskach mediolańskiej La Scali. Kreował tam później role Manfreda w prapremierze L’amore dei tre re Italo Montemezziego (1913) i Fanuela w prapremierze Nerone Arriga Boita (1924), a także Amfortasa we włoskiej premierze Parsifala (1914). Był pierwszym odtwórcą tytułowej roli w Giannim Schicchim Giacoma Pucciniego podczas europejskiej premiery tej opery (1919). Rolą tą pożegnał się też ze sceną w 1954 roku w Teatro Colón w Buenos Aires.
Do jego popisowych ról należały Scarpia w Tosce, Amfortas w Parsifalu, Amonastro w Aidzie oraz tytułowe partie w Rigoletcie i Wilhelmie Tellu.